# 보스니아 전쟁에서 제안된 평화 계획
보스니아 전쟁에서 제안된 평화 계획은 1995년 데이턴 협정으로 보스니아 전쟁이 해결되기 전까지 유럽 공동체(EC)와 유엔(UN)의 여러 외교관 등이 제시한 4가지 주요 평화안이다.

## 배경
보스니아 전쟁은 1992년부터 1995년까지 세르브인, 크로아트인, 보슈냐크인 세 민족이 서로 다툰 전쟁이다. 보슈냐크게 다민족은 모든 인종을 아우르는 주권국가를 원했으나 크로아트계는 보스니아 중앙정부와는 독립된 자치 공동체를 만들었고 세르브계는 세르브인 주민이 많은 동부와 북부 지역의 독립을 선포했다. 모든 평화안은 보스니아 헤르체고비나를 유고슬라비아 내에 있던 보스니아 헤르체고비나 사회주의 공화국처럼 영토 전체를 주권국가로 유지한 채 특정 공동체나 지역에 더 많은 권한과 자율성을 부여해 불균형이 생기지 않고 고른 관점으로 발전할 수 있도록 만들어졌다.

## 캐링턴-쿠틸레이루 계획

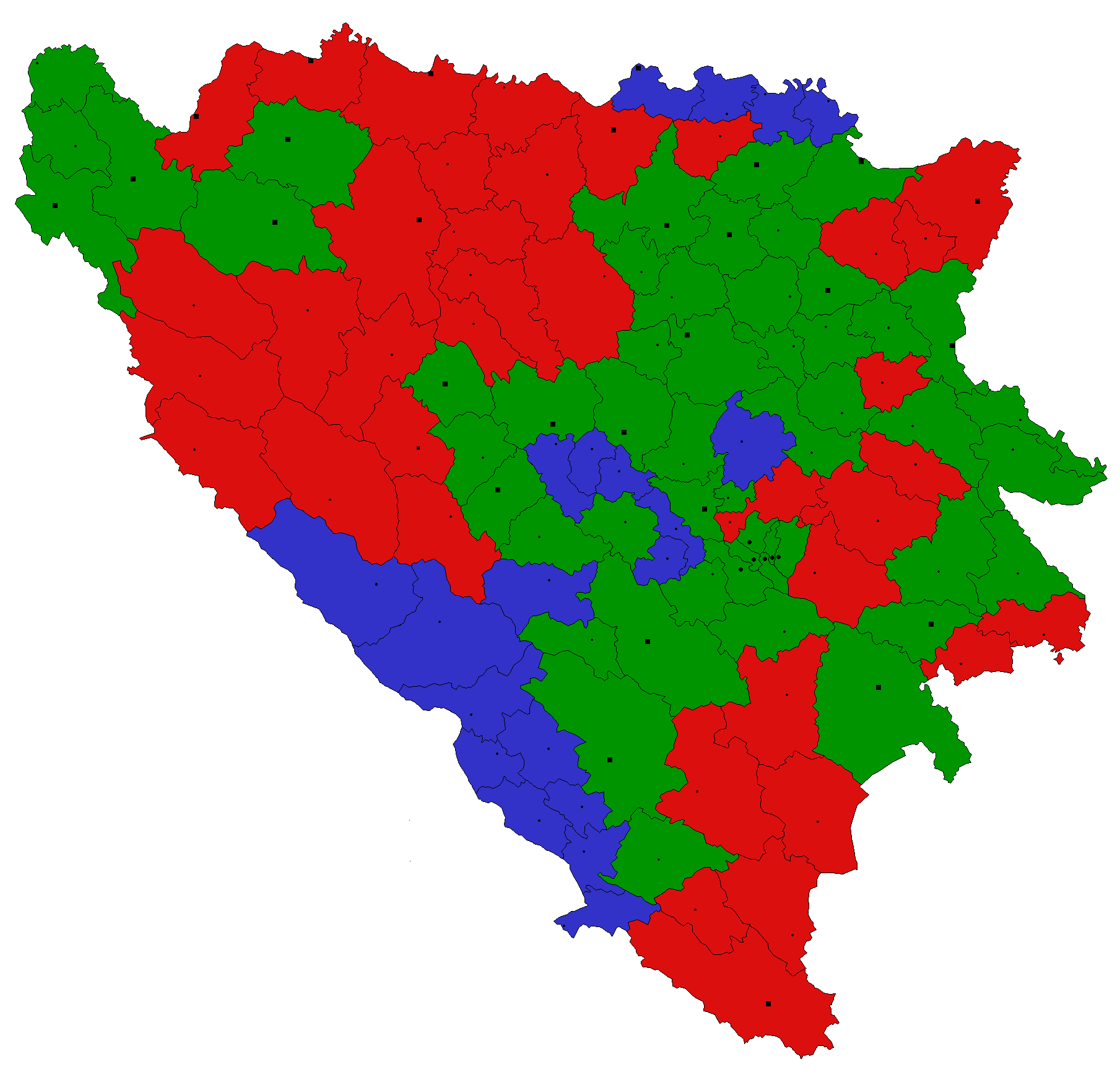
캐링턴-쿠틸레이루 평화안에 따른 보스니아의 민족별 분할도. 녹색이 보슈냐크인 지자체, 빨강이 세르브인 지자체, 파랑이 크로아트인 지자체이다.

최초의 캐링턴-쿠틸레이루 평화안(Carrington–Cutileiro peace plan)은 제6대 캐링턴 남작 피터 캐링턴과 포르투갈의 외교관 조제 쿠틸레이루의 이름에서 따 온 안으로 1992년 2월 보스니아 헤르체고비나가 전쟁으로 치닫는 일을 막기 위해 열린 유럽 공동체 평화 회의에서 처음 제안되었다. 이 협정은 회담이 열린 장소를 따서 리스본 협정(세르보크로아트어: Lisabonski sporazum)라고도 부른다. 이 평화안에서는 모든 수준의 행정 구역에서 민족 간 권력 공유와 중앙 정부에서 각 지역의 민족공동체로의 권력 이양을 담았다. 하지만 어떤 민족도 다수를 차지하지 못한 지역이라고 하더라도 반드시 세르브계 지역, 보슈냐크계 지역, 크로아트계 지역 셋 중 하나로 편입해야 한다는 문제점이 있었다. 이후 협상에서는 각 공동체 경계 변경에 대한 타협이 이루어졌다. 하지만 앞서 언급한 여러 문제점으로 2월 25일 보스니아 정부는 이 분할안을 거부하며 비판하였다. 1992년 3월 3일에는 보스니아 헤르체고비나가 2월 29일과 3월 1일 실시된 국민투표에 따라 보스니아 의회가 공식적으로 독립을 선포하였다.
1992년 3월 11일 스릅스카 공화국 세르브인 인민의회(자칭 세르브계 보스니아인의 의회)에서는 만장일치로 원 평화계획의 비준을 거부하고 보스니아 영토의 거의 2/3에 달하는 지역이 세르브인의 것이라는 자체적인 지도를 내세워 주장해 일련의 인종적으로 분리된 몇몇 도시와 고립된 영토를 포함한 공화국 중앙에 남은 영토만 크로아트인과 보슈냐크인에게 넘겨주는 안을 제시했다. 쿠틸레이루는 이 계획을 거부했다. 하지만 쿠틸레이루는 대신 세 민족의 지역단위가 "국가원칙에 기초하고 경제적, 지리적, 기타 기준을 고려해 세워질 것"이라는 내용의 수정본 초안을 제시했다.
1992년 3월 18일 보슈냐크인 대표 알리야 이제트베고비치, 세르브계 대표 라도반 카라지치, 크로아트계 대표 마테 보반이 만나 리스본 협정에 서명했다. 1992년 3월 28일에는 사라예보에서 당시 유고슬라비아 주재 미국 대사인 워런 지머만과 만난 후 이제트베고비치가 협정 서명을 철회하고 보스니아의 분할에 반대한다고 선언했다. 당시 무슨 말이 있었고, 무슨 이유로 이 반대를 선언했는지는 명확하지 않다. 지머만 대사가 이제트베고비치에게 서명을 철회하면 미국이 보스니아를 독립국으로 인정할 것이라는 소문이 돌았으나 지머만은 이를 부인했다. 분명한 일은 같은 날 이제트베고비치가 협정 서명을 철회해 효력이 사라졌단 것이다.

## 밴스-오언 계획

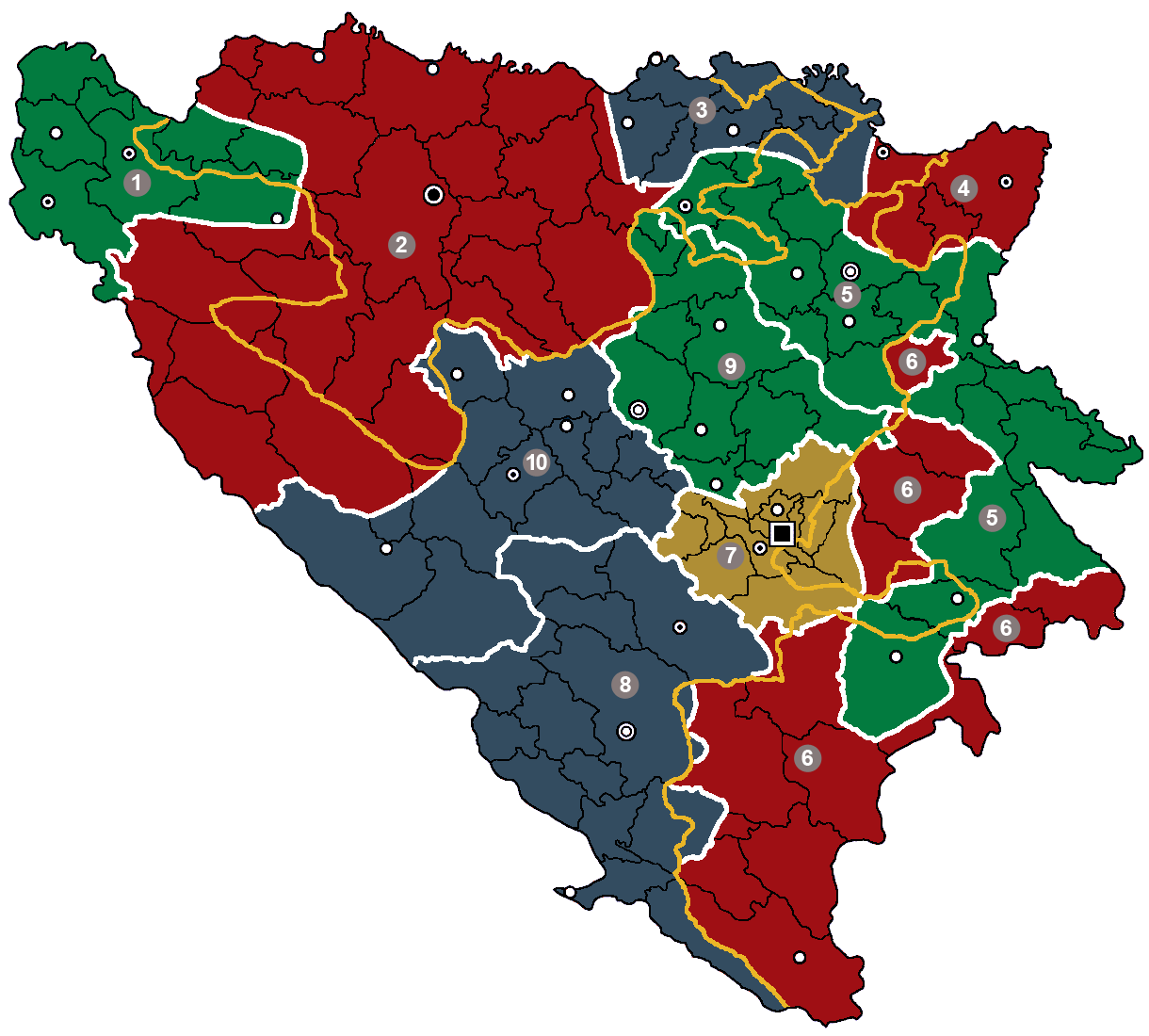
벤스-오웬 평화안의 최초 초안의 모습. 보스니아 헤르체고비나 전역을 10개 주로 쪼개서 민족구성에 따라 분할하였다.
보슈냐크인 주
크로아트계 주
세르브계 주
사라예보 구
현재의 행정구역 경계

1993년 1월 초 유엔 특사 사이러스 밴스와 EC 대표인 데이비드 오언은 보스니아 전쟁 중인 각 정파 지도자들과 평화 협상을 시작했다. "밴스-오언 평화안"(Vance-Owen peace plan)으로 알려진 이 계획은 보스니아 전역을 10곳의 반자치 지역으로 분할하는 내용을 담고 있었으며 유엔의 지원을 받았다. 스릅스카 공화국의 대통령인 라도반 카라지치는 4월 30일 서명했으나 이후 카라지치는 의회에서 협정을 비준할 지 결정할 권한이 있다고 주장했으며 5월 6일 이어진 스릅스카 공화국 국민의회에서 이를 뒤집어 부결시켰고 이후 국민투표에 이 안건이 회부되었다. 투표 결과 유권자들의 96.79%가 밴스-오언 계획에 반대했으나 각 중재자들은 국민투표가 사실상 '조작'된 선거라고 주장했다. 6월 18일에는 오언이 이 계획은 완전히 '죽었다'고 선언했다.
당시 영토 분열, 분단, 인종 청소의 속도를 고려했을 때 밴스-오언 계획은 발표 당시에서부터 이미 의미가 없는 계획이었다. 밴스-오언 계획은 민족이 갈라지지 않은 보스니아 헤르체고비나를 이룩하기 위한 마지막 제안이었으며, 이후 나온 제안이나 평화안은 전부 보스니아 헤르체고비나의 분할을 강행하거나 민족별 분리를 포함하고 있었다.
4월 1일 사이러스 밴스는 유엔 사무총장 특사에 사임한다고 발표했다. 이후 특사직은 5월 1일부로 노르웨이의 외무장관인 토르발 스톨텐베르그가 이어받았다.
밴스-오언 계획에서 제시된 각 민족별 경계는 대략적으로만 잡은 지도였으며 10개 주에 대한 최종적인 경계는 확정하지 않았고 세 민족간의 협상에 따라 바뀔 예정이었다.

## 오언-스톨텐베르그 계획

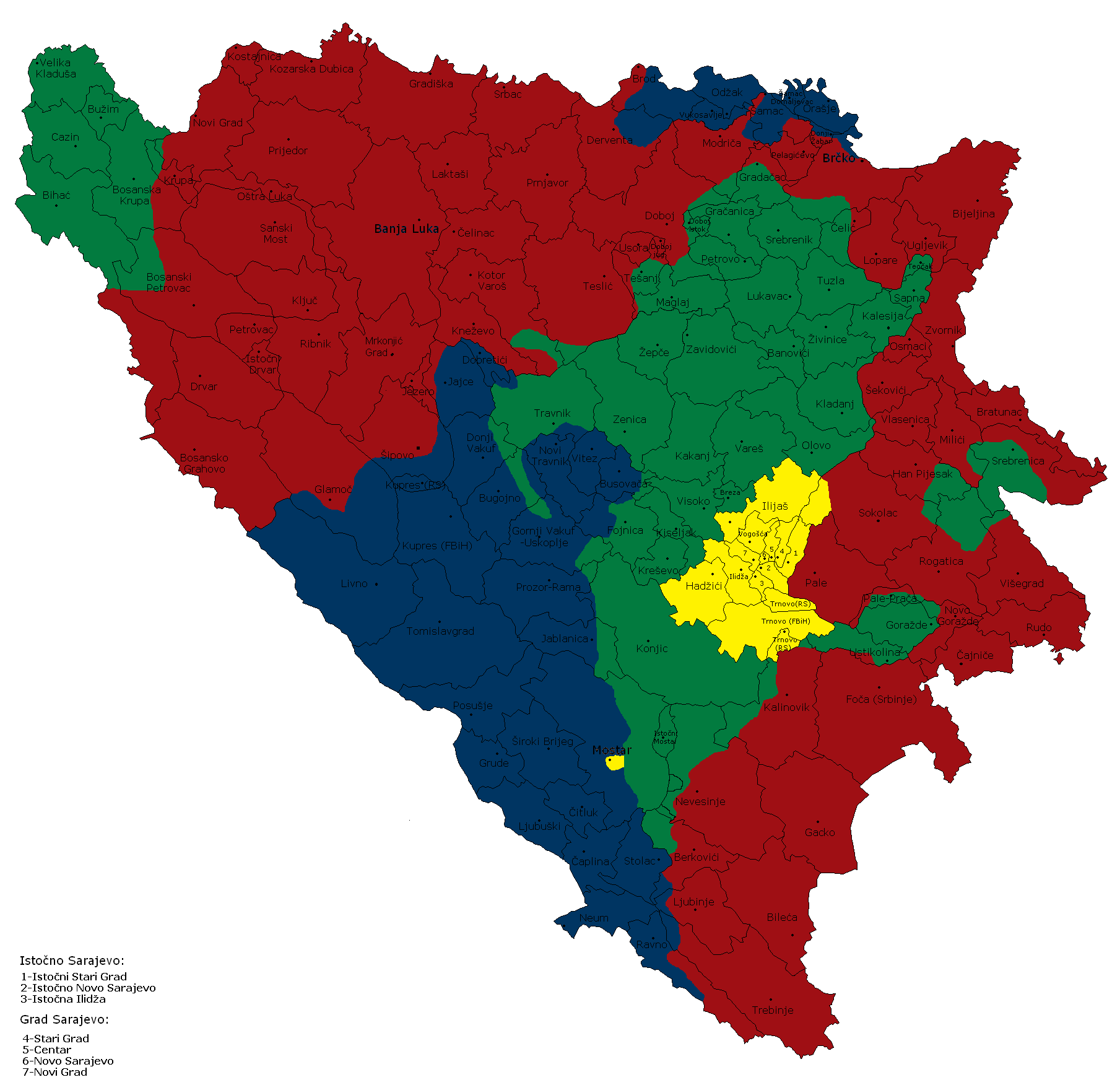
오언-스톨텐베르그 계획에 따른 보스니아의 분할 모습

7월 말에는 보스니아 헤르체고비나의 세 정파들이 새 협상을 시작했다. 8월 20일에는 유엔 중재자 토르발 스톨텐베르크와 데이비드 오언이 보스니아를 3개 민족공화국으로 분할하여 보스니아 영토의 53%를 세르브계에게, 30%를 보슈냐크인에게, 17%를 크로아트인에게 각각 분할하는 지도를 공개했다. 8월 28일 오언-스톨텐베르크 계획에 따라 헤르체그보스니아 크로아티아인 공화국은 그루데에서 "보스니아 헤르체고비나 크로아티아인 공화국"임을 선포했다. 1993년 8월 29일 보스니아 정부가 이 계획을 거부해 무산되었다.

## 실무접촉단 계획
1994년 2월부터 10월까지 미국, 러시아, 프랑스, 영국, 독일 5개국으로 구성된 실무접촉단이 보스니아 헤르체고비나를 협상으로 해결하기 위해 꾸준히 협상에 진전을 이뤘다. 이 평화 계획을 흔히 실무접촉단 계획(Contact Group plan)이라 부르며 유고슬라비아 연방공화국은 드리나강에 금수 조치를 취해 세르브계 보스니아인에게 평화안을 받아들이도록 큰 압박을 가했다. 하지만 1994년 8월 28일 실시된 스릅스카 공화국의 국민투표에서 96.65%의 반대로 부결되었다. 당시 대통령 라도반 카라지치는 "우리는 다른 지도... 새 회의, 새로운 평화 노력을 기대한다"고 말했다.
이 기간 크로아티아-보스니아 전쟁은 워싱턴 D. C.와 빈에서 서명한 워싱턴 협정을 통해 보슈냐크계와 크로아트계가 평화에 합의하며 종전했다.

## 기타 평화 계획
보스니아 재건에 대한 보슈냐크계, 크로아트계, 세르브계의 여러 제안이 있었다.
- 민족 긴장이 고조되는 가운데 1991년 6월 25일 보슈냐크계에서 최초의 제안이 등장했다. 이 제안에서는 각각 붙어 있지 않은 두세 개의 영토로 구성된 보슈냐크계, 크로아트계, 세르브계 세 민족의 국가를 따로 수립할 것을 요구했다.[24]
- 1992년 8월에는 보스니아 민주행동당과 보스니아 헤르체고비나 크로아티아인 민주연합 두 당의 공동 제안이 나왔다. 두 정당은 보스니아 헤르체고비나 내에 자치권을 가진 12개의 자치구 수립을 요구했다.[25]

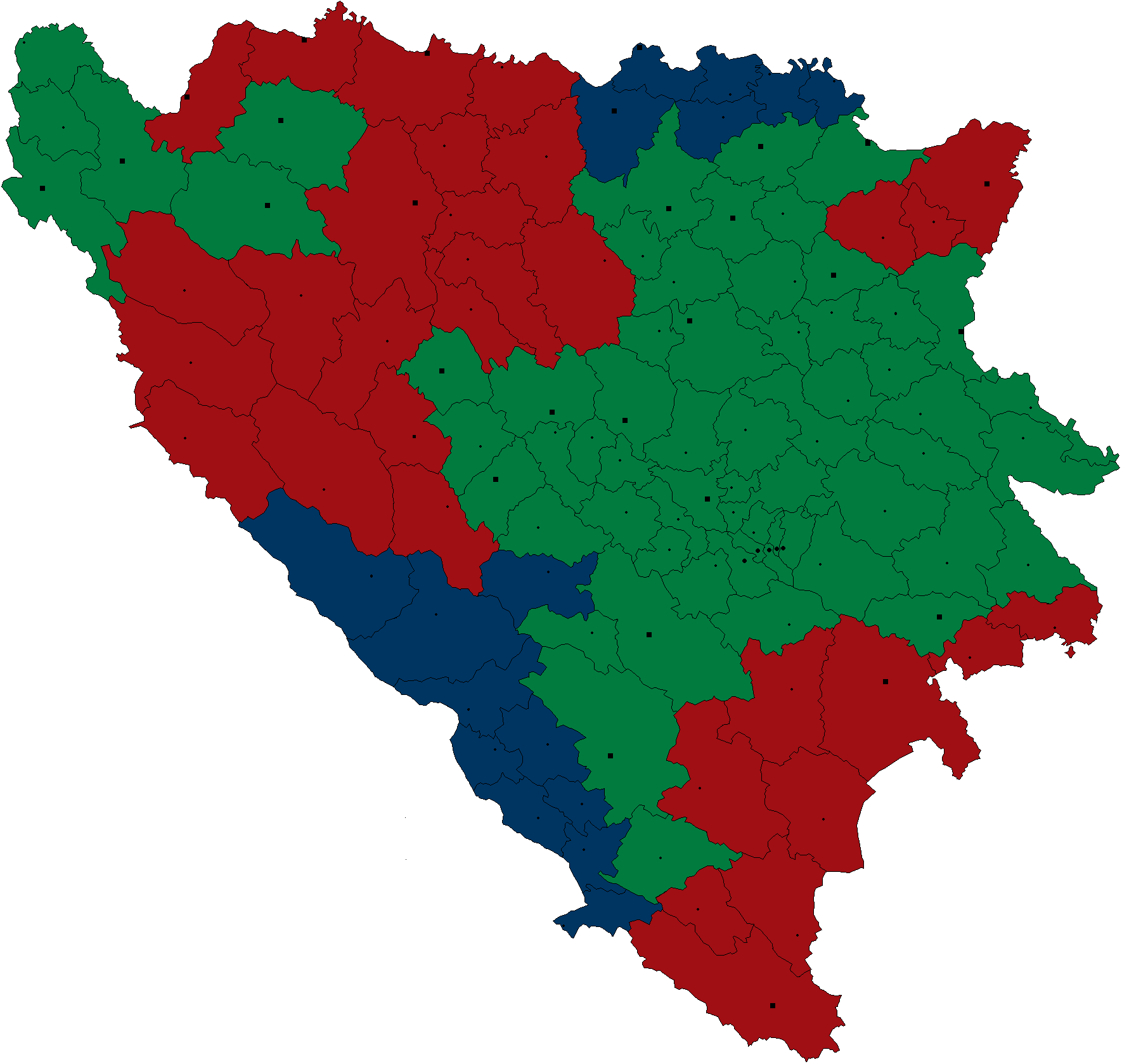
1991년 6월 제시된 보스니아 분할안의 모습.
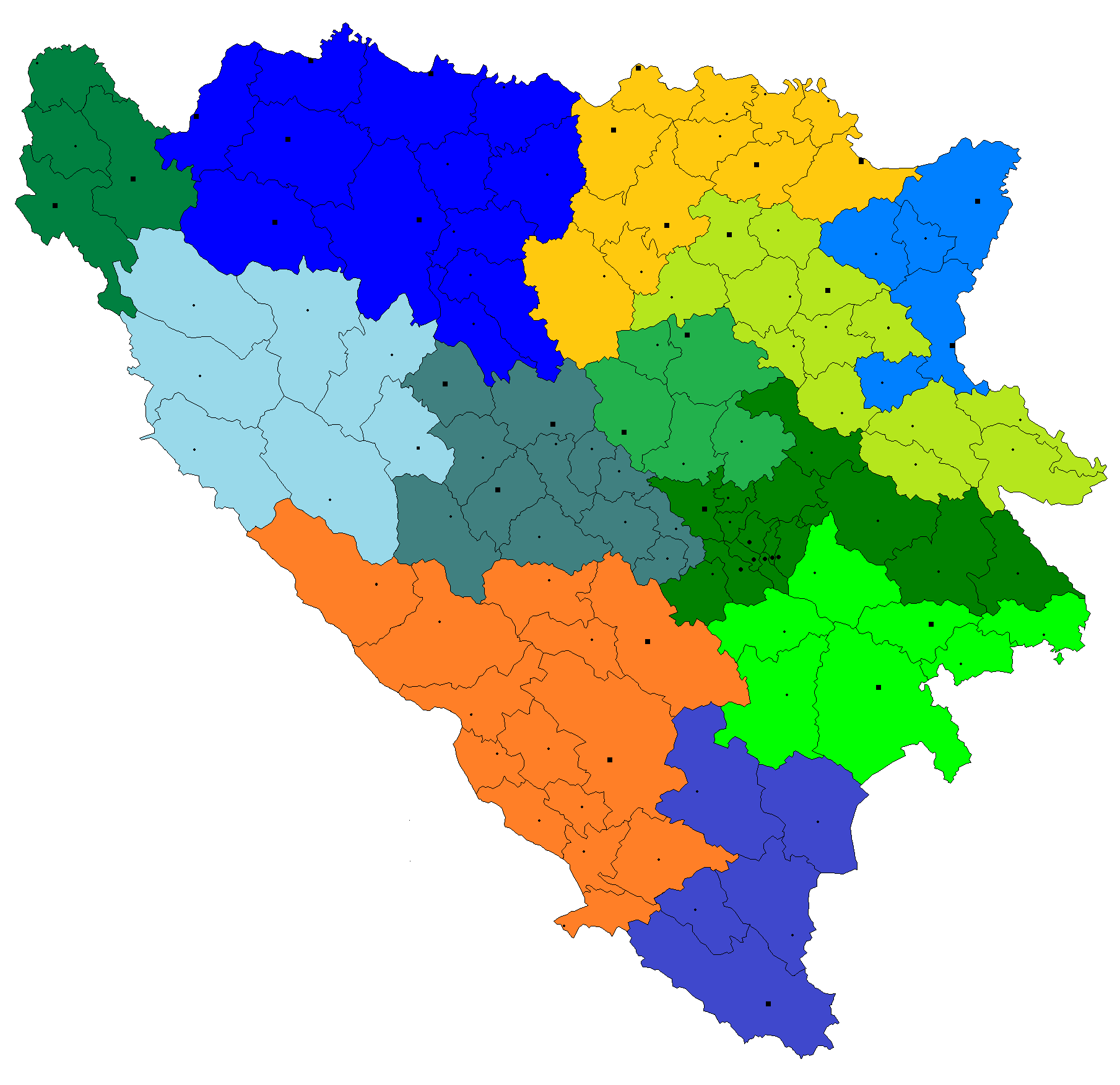
1992년 8월 제시된 민주행동당과 크로아티아인 민주연합의 공동 분할안의 모습.

## 같이 보기
- 보스니아 헤르체고비나의 분할
- 정치체 간 경계선(IEBL)
- 데이턴 협정
- 제안된 보스니아 헤르체고비나의 연방 단위

## 참고 문헌
- Atiyas, N.B., 1995. Mediating regional conflicts and negotiating flexibility: Peace efforts in Bosnia-Herzegovina. The Annals of the American Academy of Political and Social Science, 542(1), pp. 185–201.
- Bose, Sumantra (2002). 《Bosnia After Dayton: Nationalist Partition and International Intervention》. C. Hurst & Co. Publishers. ISBN 978-1-85065-585-5.
- Bose, Sumantra (2009). 《Contested Lands》. Harvard University Press. ISBN 978-0-674-02856-2.
- Burg, Steven L.; Shoup, Paul S. (2015). 《Ethnic Conflict and International Intervention: Crisis in Bosnia-Herzegovina, 1990-93》. Taylor & Francis. ISBN 978-1-317-47101-1.
- Burg, Steven L.; Shoup, Paul S. (1999). 《The War in Bosnia-Herzegovina: Ethnic Conflict and International Intervention》 2판. M.E. Sharpe. ISBN 978-0-7656-3189-3.
- Central Intelligence Agency, Office of Russian and European Analysis (2002). 《Balkan Battlegrounds: A Military History of the Yugoslav Conflict, 1990–1995, Volume 1》. Washington, D.C.: Central Intelligence Agency. ISBN 978-0-16-066472-4.
- Goodby, J.E., 1996. When war won out: Bosnian peace plans before Dayton. International Negotiation, 1(3), pp. 501–523.
- Klemenčić, Mladen; Pratt, Martin; Schofield, Clive H. (1994). 《Territorial Proposals for the Settlement of the War in Bosnia-Hercegovina》. IBRU. ISBN 9781897643150. 2020년 3월 17일에 원본 문서에서 보존된 문서. 2016년 9월 27일에 확인함.
- Leigh-Phippard, H., 1998. The Contact Group on (and in) Bosnia: an exercise in conflict mediation?. International Journal, 53(2), pp. 306–324.
- Trbovich, Ana S. (2008). 《A Legal Geography of Yugoslavia's Disintegration》. Oxford University Press, USA. ISBN 978-0-19-533343-5.
- Marijan, Davor (2004). “Expert Opinion: On the War Connections of Croatia and Bosnia and Herzegovina (1991 – 1995)”. 《Journal of Contemporary History》 (Zagreb, Croatia: Croatian Institute of History) 36: 249–289. 2020년 1월 2일에 원본 문서에서 보존된 문서. 2016년 3월 9일에 확인함.
- Myers, Linnet (1993년 5월 6일). “Bosnian Serbs Spurn Un Pact, Set Referendum”. Chicago Tribune. 2015년 6월 30일에 원본 문서에서 보존된 문서. 2016년 2월 28일에 확인함.
- Tanner, Marcus (2001). 《Croatia: A Nation Forged in War》. New Haven: Yale University Press. ISBN 978-0-300-09125-0.